# Tsaghkasar
Tsaghkasar ou Tsakhkasar (en arménien Ծաղկասար) est une communauté rurale du marz d'Aragatsotn, en Arménie. Elle compte 127 habitants en 2009.